# 디지 딘
제이 해나 "디지" 딘(Jay Hanna Dizzy Dean, 1910년 1월 16일~1974년 7월 17일, 다른 이름은 제롬 헤르먼 딘(Jerome Herman Dean})은 미국의 프로 야구 선수로, 포지션은 투수였다. 메이저 리그 베이스볼(MLB)의 세인트루이스 카디널스, 시카고 컵스, 세인트루이스 브라운스에서 선수 생활을 했다.
1934년 단일 시즌 30승을 거둔 마지막 내셔널 리그(NL) 선수였으나 4구원승 포함이라 30선발승 이상으로 치자면 1917년 그로버 클리블랜드 알렉산더(30선발승)가 마지막이며 선수로 은퇴한 이후에는 유명한 텔레비전 스포츠 방송 진행자로 자리잡았다. 1953년 미국 야구 명예의 전당에 헌액되었다. 2014년 세인트루이스 카디널스가 구단 명예의 전당 초대 헌액자로 선정한 선수 중 한 명이었다.